# Borneojapetus longipes
Genre
Synonymes
- Japetus Roewer, 1949 nec Distant, 1883

Espèce
Synonymes
- Japetus longipes Roewer, 1949

Borneojapetus longipes, unique représentant du genre Borneojapetus, est une espèce d'opilions laniatores de la famille des Podoctidae.

## Distribution
Cette espèce est endémique de Bornéo.

## Description
Le mâle holotype mesure 4 mm.

## Systématique et taxinomie
Cette espèce a été décrite sous le protonyme Japetus longipes par Roewer en 1949. Le nom Japetus Roewer, 1949 étant préoccupé par Japetus Distant, 1883, il est remplacé par Borneojapetus par Özdikmen en 2006.

## Publications originales
- Roewer, 1949 : « Über Phalangodidae II. Weitere Weberknechte XIV. » Senckenbergiana, vol. 30, p. 247–289.
- Özdikmen, 2006 : « Nomenclatural changes for some Laniatores (Opiliones) genera: New substitute names and new combinations. » Munis Entomology & Zoology, vol. 1, no 1, p. 63–68 (texte intégral).